# شهدخوار پشت‌بنفش غربی
شهدخوار پشت‌بنفش غربی (به انگلیسی: Western violet-backed sunbird) نام یک گونه از تیره شهدخواران است.